# Piet Wagenaar
Werenfried Petrus (Piet) Wagenaar, O. Praem. (Westwoud, 7 augustus 1929 – Grimbergen, 4 oktober 2020) was een norbertijn in de abdij van Grimbergen. Van 1982 tot 2004 was hij de 57e abt van de Grimbergse kanunnikengemeenschap.

## Loopbaan
Piet Wagenaar volgde les aan het College van het Heilige Kruis in Uden in Noord-Brabant. Op 8 augustus 1952 trad hij in te Grimbergen, waar hij op 13 september gekleed werd. Drie jaar later deed hij zijn eeuwige gelofte. Op 15 mei 1958 werd hij priester gewijd. Op 25 september 1966 werd hij op vraag van kardinaal Leo Suenens pastoor van de Sint-Servaasparochie in Grimbergen en op 30 oktober van hetzelfde jaar ook deken.
Op 7 oktober 1982 werd Wagenaar door aartsbisschop Danneels tot abt gezegend als opvolger van Emiel Louis De Winde. Hij koos de leuze In vinculo pacis (Nederlands: Door de band van de vrede). Op 14 september 2004 ging hij, in verband met het bereiken van de 75-jarige leeftijd, met emeritaat en werd hij opgevolgd door Erik De Sutter.
Hij overleed in 2020 op 91-jarige leeftijd.